# جراحی لیزری
جراحی لیزری نوعی جراحی است که در آن برای برش بافت (به جای استفاده از چاقوی جراحی) از لیزر استفاده می‌شود.